# Schweizer Hitparade
Schweizer Hitparade (англ. Swiss Hitparade) — главные музыкальные чарты Швейцарии. В чартах учитываются продажи альбомов и синглов в стране, а также осуществляется оценка их популярности и публикация этой информации. Хит-парад основан в 1968 году и транслировался каждое воскресенье на немецкоязычном радио SRF 3.
В структуру Swiss Music Charts входят следующие чарты:
- Singles Top 100 (публикуется с 1968 года)
- Albums Top 100 (публикуется с 1983 года)
- Compilations Top 25
- Airplay Top 30

С 2010 года компания Media Control добавила в эту структуру чарты франкоязычного региона Швейцарии — Les charts:
- Romandie Singles Top 20 (упразднён)
- Romandie Albums Top 50

Чарты обновляются каждое воскресенье, однако публикуются вечером в среду.